# 东方豹蛛
东方豹蛛（学名：Pardosa oriens）为狼蛛科豹蛛属的动物。分布于日本以及中国大陆的浙江等地。该物种的模式产地在浙江。